# Colga villosa
Colga villosa är en snäckart som först beskrevs av Nils Hjalmar Odhner 1907.  Colga villosa ingår i släktet Colga och familjen Polyceridae. Inga underarter finns listade i Catalogue of Life.